# Минделу (Вила-ду-Конде)
Минделу (порт. Mindelo) — населённый пункт и район в Португалии, входит в округ Порту. Является составной частью муниципалитета Вила-ду-Конде. Находится в составе крупной городской агломерации Большой Порту. По старому административному делению входил в провинцию Дору-Литорал. Входит в экономико-статистический субрегион Большой Порту, который входит в Северный регион. Население составляет 3402 человека на 2001 год. Занимает площадь 5,44 км².